# Akarib
Akarib (arab. عقارب) – miasto w Syrii, w muhafazie Hama. W 2004 roku liczyło 3830 mieszkańców.